# Rei Momo

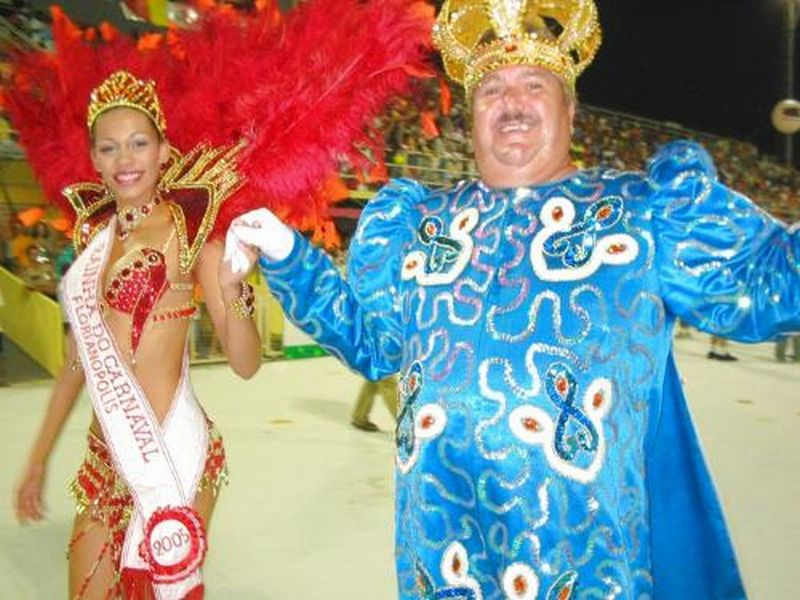
Il Rei Momo del Carnevale di Florianópolis, nel 2005.

Rei Momo è un personaggio associato al Carnevale brasiliano. Re del Carnevale, ogni città in Brasile ne ha uno e, in occasione del Carnevale, il sindaco gli cede simbolicamente le chiavi e la "faixa do Governo" (Fascia dell'Amministrazione Pubblica) della città.
Così, aiutato dalla Rainha (Regina), una ragazza che viene scelta per le sue qualità di "Samba, beleza e comunicação social", (Samba, bellezza e comunicazione sociale) governa per i quattro giorni del Carnevale.

## Storia

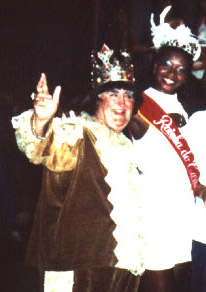
Waldemar Esteves da Cunha, Rei Momo di Santos, con la regina Mira, al Carnevale del 1988.

La tradizione dice che Momo (in Greco Μωμος - Mômos - burla, colpa; in Latino Momus) fosse stato un dio alla Corte di Giove. Burlone e scherzoso, è stato espulso dall'Olimpo dagli altri dei, e scagliato per dispetto sulla Terra.

Trovandosi solo e triste, ha così dato vita al carnevale.

## Letteratura
Quando Sir Francis Bacon scrisse un saggio intitolato Of Building, disse che «... quello che fa una buona cosa sulla base di una cattiva, condanna se stesso alla prigione. Non è solo l'aria che ha una base cattiva, ma strade cattive, ... e se consultate Momo, anche vicini cattivi...»
Laurence Sterne, nella sua opera Tristram Shandy sostenne che c'è un angolo di Momo per ogni anima.

## Famosi Rei Momo
Uno dei Rei Momo più famosi è Waldemar Esteves da Cunha che è stato re del carnevale di Santos, Stato di San Paolo, dal 1950 al 1956 e dal 1958 fino al carnevale del 1990.

### Rio de Janeiro
Il Carnevale più famoso di tutto il Brasile è, sicuramente, quello di Rio de Janeiro. La tradizione vuole che questa città abbia avuto un Rei Momo dal 1933. Qui di seguito l'elenco di tutti i Reis Momos:
- 1933-1948 Paper Mache Doll
- 1949-1950 Gustavo Mattos
- 1951-1957 Nelson Nobre
- 1958-1971 Abrahão Haddad
- 1972 Edson Seraphin de Santana
- 1973 Elson Gomes da Silva (Macula)

- 1974 Gustavo Mattos

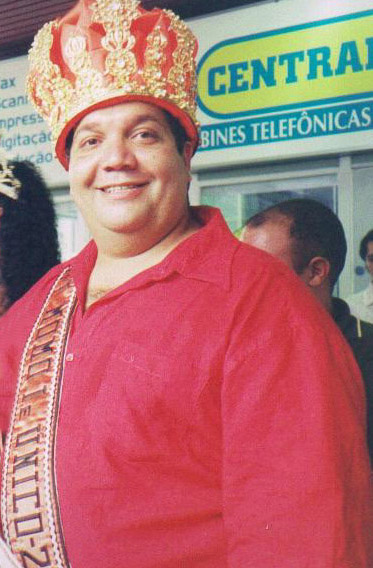
Wagner Monteiro, Rei Momo del Carnevale Carioca del 2004.

- 1975-1982 Elson Gomes da Silva (Macula)
- 1983 Paolo Vicente Paccelli
- 1984 Roberto Barbosa de Castro (Roberto)
- 1985-1986 Elson Gomes da Silva (Macula)
- 1987-1995 Reynaldo de Carvalho (Bola)
- 1996 Paulo Cesar Braga Champorry
- 1997-2003 Alex de Oliveira
- 2004 Wagner Jorge Vanderson Santos Monteiro
- 2005 Marcelo de Jesus Reis
- 2006-2008 Alex de Oliveira
- 2009-2013 Milton Rodrigues da Silva Junior
- 2014-2016 Wilson Dias da Costa
- 2017 Fábio Damião Dos Santos Antunes
- 2018 Milton Rodrigues da Silva Júnior
- 2019 Wilson Neto
- 2020 Djeferson da Silva